# Лессинг, Теодор
Теодор Лессинг (нем. Theodor Lessing; 8 февраля 1872, Ганновер, Германская империя — 31 августа 1933, Марианске-Лазне, Чехословакия) — немецко-еврейский философ и публицист.

## Биография
Лессинг родился в семье ассимилированных евреев из преуспевающей буржуазии: отец был врачом, мать — дочерью банкира. Школьные годы сам Лессинг характеризует как несчастливый период его жизни, он учился посредственно и с трудом поступил в ганноверскую гимназию в 1892 году. Здесь он подружился с Людвигом Клагесом, однако дружба закончилась в 1899 году (возможно, по причине антисемитизма Клагеса). Всё же философия жизни Клагеса испытала влияние Лессинга.
После окончания гимназии Лессинг начал изучение медицины в Боннском университете и затем в Мюнхенском университете, где его интересы сместились в сторону литературы, философии и психологии. Он закончил изучение философии защитой диссертации по логике русского философа Африкана Александровича Шпира.
Плановая хабилитация при Дрезденском техническом университете была провалена из-за сопротивления, которое там встретил еврей, социалист и открытый сторонник феминизма. Следующие годы он провёл без определённого места преподавателя и лектора (между прочим читал лекции по введению в современную философию в зале ожидания дрезденского ж/д вокзала).
В 1907 году он вернулся в Ганновер, где получил должность приват-доцента в Политехническом институте Ганновера, в котором философия была далеко не основным предметом.
С началом Первой мировой войны Лессинг, который изучал медицину в студенческие годы, добровольно отправился на фронт военным врачом. Он служил в лазарете и работал учителем. В это время он написал труд История как придание смысла бессмысленному (нем. Geschichte als Sinngebung des Sinnlosen). Однако изданию книги во время войны препятствовала цензура, так как Лессинг занимал твёрдую антивоенную позицию. Она была издана в 1919 году.
По окончании войны Лессинг вернулся в Ганновер к должности приват-доцента и, со своей второй женой Адой, занимался организацией народного университета. Попутно он развернул активную публицистическую деятельность. Публиковался в республиканско-демократических газетах Prager Tagblatt и Dortmunder Generalanzeiger. Благодаря статьям, эссе, глоссам и фельетонам он стал одним из самых знаменитых политических писателей в Веймарской республике.
Был очевидцем процесса против серийного убийцы Фрица Хаармана, описал его и показал сомнительную роль ганноверской полиции в деле, поскольку Хаарман служил осведомителем, что препятствовало его поимке.
В том же году он пишет характеристику личности кандидата на должность рейхспрезидента, впоследствии победившего на президентских выборах, Пауля фон Гинденбурга. Перед выборами он описывает Гинденбурга как недалёкого и неразборчивого человека, за которым стоит опасная политическая сила:

Согласно Платону, вождем народа должен быть философ. В лице Гинденбурга на трон взойдет не философ. Это будет только представительский символ, вопросительный знак, ноль. Скажут, что лучше ноль, чем Нерон. К сожалению, история свидетельствует, что за нулём всегда скрывается будущий Нерон.
Оригинальный текст (нем.)Nach Plato sollen die Philosophen Führer der Völker sein. Ein Philosoph würde mit Hindenburg nun eben nicht den Thronstuhl besteigen. Nur ein repräsentatives Symbol, ein Fragezeichen, ein Zero. Man kann sagen: besser ein Zero als ein Nero. Leider zeigt die Geschichte, daß hinter einem Zero immer ein künftiger Nero verborgen steht.

Эта статья вызвала ненависть среди представителей немецких национал-социалистов. Студенты основали Комитет борьбы против Лессинга и призывали бойкотировать его лекции, лишения должности и отстранения от университета. Кроме того, в протестах отчетливо прослеживалась антисемитская подоплёка. В университетской среде Лессинг не видел поддержки, коллеги из преподавательского состава скорее поддерживали его противников. Лессинг был вынужден прекратить преподавание и 18 июня 1926 года уйти в бессрочный отпуск, что было им согласовано с министром культуры и просвещения Карлом Беккером.
После прихода национал-социалистов к власти 30 января 1933 года Лессинг начал подготавливать переезд из Германии. 1 марта вместе с женой Адой он бежал в Чехию и поселился около известного курорта Марианске-Лазне. Продолжил публицистическую деятельность и публиковал статьи в немецкоязычных зарубежных газетах с критикой политического режима Германии.
30 августа политическим убийцей через окно своего кабинета Лессинг был смертельно ранен и скончался в больнице на следующий день в возрасте шестидесяти одного года.

## Философия
Воззрения Лессинга схожи с Освальдом Шпенглером и Людвигом Клагесом в традиции философского пессимизма и метафизики воли, идущей от Артура Шопенгауэра. Лишения и страдания рассматриваются в качестве опыта человека в мире. Однако, в отличие от Шопенгауэра и вопреки личным выгодам, реакцией на этот опыт у Лессинга является философия действия, а не бегство от мира или частная жизнь для себя.

## Список произведений
- African Spirs Erkenntnislehre, Gießen, Münchow, 1900. (Lessings Dissertation in Erlangen)
- Europa und Asien, 1918 (fünfte, völlig neu gearbeitete Auflage, Leipzig 1930, mit dem Untertitel: Untergang der Erde am Geist)
- Jäö oder wie ein Franzose auszog um in Hannover das «raanste» Deutsch zu lernen (Theodore le Singe), Hannover: Friedrich Gersbach Verlag 1919. Neudruck: Hannover: Schmorl & von Seefeld 2002, ISBN 3-936836-05-1
- Geschichte als Sinngebung des Sinnlosen, 1919, bzw. Leipzig: Reinicke Verlag 1927. Neudruck: Matthes & Seitz, München 1983, ISBN 3-88221-219-5
- Die verfluchte Kultur, München: C. H. Beck, 1921. Neudruck: Matthes & Seitz, 1981, ISBN 3-88221-325-6
- Haarmann. Die Geschichte eines Werwolfs, 1925
- Nietzsche, Berlin 1925 bzw. Neudruck: Matthes & Seitz 1985. Mit einem Nachwort von Rita Bischof, ISBN 3-88221-358-2
- Meine Tiere, 1926
- Blumen, 1928
- Der jüdische Selbsthaß, 1930, Nachdruck: Matthes & Seitz, München 2004, ISBN 3-88221-347-7
- Einmal und nie wieder. Erinnerungen, aus dem Nachlass herausgegeben, 1935